# Папаконстантину, Йоргос
Йоргос Папаконстантину (греч. Γιώργος Παπακωνσταντίνου, 30 октября 1961, Афины) — греческий политический и государственный деятель, экономист, член партии ПАСОК. Министр финансов Греции (2009—2011). Министр окружающей среды, энергетики и изменения климата Греции в 2011—2012 гг.

## Биография
Экономическое образование Йоргос Папаконстантину получил в Лондонской школе экономики и политических наук. Продолжил последипломное образование и получил степень магистра в области экономики в Нью-Йоркском университете, а также докторскую степень по экономике в Лондонской школе экономики.
После обучения на протяжении 10 лет (1988—1998) работал старшим экономистом Организации экономического сотрудничества и развития в Париже. В 1998 Папаконстантину вернулся в Грецию и был назначен советником премьер-министра Костаса Симитиса по вопросам информационного общества.
За два года Папаконстантину назначили Специальным секретарем по вопросам информационного общества в Министерстве экономики и финансов Греции (период 2000—2002 годов). В период с 2002 по 2004 год он служил в качестве члена Совета экономических консультантов Министерства экономики и финансов, был членом совета директоров OTE (Греческая организация электросвязи), и представителем Греции в Комитете Европейского Союза по вопросам экономической политики. В 2003 году он координировал «Лиссабонскую стратегию» экономических и социальных реформ во время председательства Греции в ЕС.
В период между 2004 и 2007 годами, Папаконстантину служил экономическим советником президента ПАСОК Георгиоса Папандреу-младшего. Он также был членом совета директоров Института стратегических исследований и развития (ISTAME), аналитического центра ПАСОК с 2005 по 2008 год. С 2003 по 2007 год Йоргос Папаконстантину также преподавал экономику на кафедре проблем управления науки и техники Афинского университета экономики и бизнеса, был советником Европейской комиссии по вопросам научных исследований и информационного общества, участвовал в различных международных исследовательских проектах.
В мае 2005 года Папаконстантину избран членом Национального совета ПАСОК. В сентябре 2007 он был избран депутатом Парламента Греции от муниципалитета Козани, а впоследствии был назначен пресс-секретарем ПАСОК с марта 2008 года.
Йоргос Папаконстантину возглавлял список кандидатов от ПАСОК в Европейский парламент на европейских выборах 2009 года и был избран депутатом Европарламента в июне 2009 года. В октябре 2009 он назначен Министром финансов в правительстве, сформированном премьер-министром Георгиосом Папандреу после досрочных национальных парламентских выборов. Покинул этот пост во время экономического кризиса в июне 2011 году и назначен министром окружающей среды, энергетики и изменения климата.